# August Wilhelm Ambros
August Wilhelm Ambros (magyarosan Ambros Ágost Vilmos)  (Mauth,  (Csehország), 1816. november 17. - Bécs, 1876.  június 28. cseh származású osztrák zeneszerző, zenei szakíró, jogász, egyetemi tanár.

## Életpályája
A kitűnő eszű fiú zenész akart lenni, anyja is annak szánta, de módos apja a zenei nevelést, mindvégig szigorú következetességgel, megtagadta, pedig a fiúnak már gyermekkorától párját ritkító hallása volt, s legfőbb vágya, ábrándja a zene; 16 éves korában Mozart «Don Juan»-ja érlelte meg benne, hogy maga tanuljon, titkon, zongorázni, és lehetőleg zeneértőkkel érintkezzék. Jogi diplomát szerzett Prágában és  itt lett törvényszéki ügyész. Széles műveltségét ekkorra a zenei tudással is kiegészítette. Már 1845 táján komponált és Schumann szaklapjába, valamint prágai hírlapokba írt zenei tárgyú cikkeket. Első könyve csak 1856-ban jelent meg: A zene és költészet határai cím alatt meggyőzően és szépen fejtegette Eduard Hanslick «A zenei szépről» hirdetett elméletének egyoldalú voltát. Könyvei még: A tiltott ötödök tana (1859), Művelődéstörténeti képek a jelenkor zenei életéből (1860), Tarka levelek (2 kötet, 1872 és 1874); fő műve a 16 éven át roppant lelkiismeretességgel és szorgalommal irt, de csak Palestrina koráig vezető  4. kötetig jutott  "A zene története" című műve. A  maga nemében kiemelkedően alapos műről Coussemaker, Hanslick, Westphal is nagy elismeréssel szóltak. A zene történetét Ambros már az 1850-es évek elejétől előadta a prágai konzervatóriumon; végre negyedik olaszországi tanulmányútja után kinevezték a prágai egyetemre a zeneelmélet és zenetörténet rendkívüli tanárává. 1872-ben pedig Bécsben lett igazságügy-minisztériumi tisztviselő, konzervatóriumi tanár és a fiatal Rudolf trónörökös oktatója. Mint zeneszerzőnek említésre méltó művei: A-moll miséje, Bretislav a Jitka című cseh dalműve, Stabat mater-e.